# لورا کایوت
لورا کایوت (انگلیسی: Laura Cayouette؛ زادهٔ ۱۱ ژوئیهٔ ۱۹۶۴) بازیگر، فیلم‌نامه‌نویس و تهیه‌کننده فیلم اهل ایالات متحده آمریکا است.
از فیلم‌ها یا برنامه‌های تلویزیونی که وی در آن نقش داشته‌است، می‌توان به دشمن ملت، اکنون مرا می‌بینی، جنگوی زنجیرگسسته، آبراهام لینکلن: شکارچی خون‌آشام، بیل را بکش: بخش ۲، لافت، جا مانده، جاهای تاریک، فرندز و مگی اشاره کرد.